# Merlin (motore a razzo)
Merlin è un motore a razzo sviluppato dalla SpaceX per i suoi lanciatori Falcon 1, Falcon 9 e Falcon Heavy. Utilizza come propellenti il cherosene RP-1 (una forma molto raffinata di cherosene) e l'ossigeno liquido in un ciclo a generazione di gas.
I propellenti sono iniettati attraverso un unico condotto da una turbopompa, che provvede anche a fornire il cherosene ad alta pressione per gli attuatori idraulici. Questo cherosene viene poi riciclato nell'entrata a bassa pressione, eliminando la necessità di un sistema idraulico separato; non è quindi possibile il blocco del controllo del vettore di spinta per mancanza di liquido idraulico.

## Versioni

### Merlin 1A
Il Merlin 1A è la prima versione di motore Merlin, e utilizza un ugello di scarico in materiale composito di fibra di carbonio economico, raffreddato ad ablazione e non recuperabile, produceva 340 kN di spinta. Questa versione ha volato solo due volte, entrambe sul primo stadio di un Falcon 1. La prima il 24 marzo 2006, quando però prese fuoco a causa di una fuoriuscita di carburante poco dopo il lancio, che quindi fallì. Secondo un comitato governativo incaricato di indagare sull'accaduto, l'incidente è da imputarsi a un dado rotto. Il secondo volo avvenne il 21 marzo 2007, e fu un successo.

### Merlin 1B
Il Merlin 1B era una versione migliorata del motore Merlin 1A. Il miglioramento delle turbopompe (che nonostante i miglioramenti pesavano ancora circa 70 kg) era stato affidato alla Barber-Nichols Inc. ed era previsto il suo utilizzo per il Falcon 1, sarebbe stato in grado di produrre 380 kN di spinta. I miglioramenti includevano una turbina migliorata (con una potenza di 1860 kW rispetto ai 1490 kW della versione 1A) che poteva raggiungere i 22000 rpm e un ugello più grande. Erano previsti iniettori di carburante molto più grandi sia per l'ossigeno liquido che per il cherosene.
Anche il Falcon 5 avrebbe dovuto essere spinto da sei di questi motori, cinque al primo stadio e uno al secondo, al posto dei due Kestrel precedentemente pianificati, ma dopo le esperienze con i primi voli del Falcon 1 la SpaceX decise di passare allo sviluppo della Merlin 1C, che sfruttava il raffreddamento rigenerativo dell'ugello; quindi il Merlin 1B non è mai stato utilizzato per un lanciatore.

### Merlin 1C
Il Merlin 1C è il primo Merlin a impiegare la tecnologia del raffreddamento rigenerativo che con 45 kg di cherosene al secondo assorbe fino a 10 megawatt di energia termica dalle pareti della camera di combustione e dell'ugello per evitare che vengano distrutte dai gas caldi. La turbopompa è la stessa del Merlin 1B con modifiche minori. Nel novembre 2007 è stato per la prima volta testato con un'accensione della durata di una missione nominale, 170 secondi, e ha per la prima volta volato in una missione operativa nell'agosto 2008, portando in orbita il primo veicolo a propellente liquido interamente finanziato da privati durante il quarto volo del Falcon 1, mentre nel giugno 2010 portò in orbita il Falcon 9 v1.0 nel suo volo inaugurale.
Un Merlin 1C era anche stato usato durante il terzo volo non riuscito del Falcon 1. Discutendo del fallimento Elon Musk affermò che il motore, che avrebbe dovuto essere usato anche sul nuovo Falcon 9, si era comportato perfettamente.
Secondo la configurazione usata per il Falcon 1, il Merlin 1C aveva una spinta al decollo di 350 kN, una spinta nel vuoto di 400 kN e un'ISP di 304 s. In questa configurazione ogni motore consumava 140 kg di propellenti al secondo. Prove di accensione hanno confermato che il motore può stare acceso per 27 minuti (sommando test diversi), che equivalgono a circa dieci voli di un Falcon 1.
Il 7 ottobre 2012 il motore numero 1 della missione CRS-1 subì un'anomalia a 1:20 minuti dal decollo, subito dopo il punto di massima pressione dinamica, ulteriori indagini interne scoprirono che il motore si era spento a causa di una perdita di pressione ed era solo andata distrutta una protezione aerodinamica, generando i detriti visibili nel video del lancio; il motore non esplose, infatti i controllori di volo continuarono a ricevere i dati di telemetria durante il resto del volo. La missione primaria non fu affetta dall'anomalia, poiché da procedura i restanti otto motori sono stati in grado di aggiustare la traiettoria, ma il carico secondario non è riuscito a raggiungere l'orbita per via dell'alta probabilità che avevano di collidere con la ISS.
La SpaceX progettava una versione da 560 kN del Merlin 1C da usare sul Falcon 9 block II e sul Falcon 1e. Questi lanciatori e questa versione furono abbandonati in favore del più avanzato Merlin 1D e del più potente Falcon 9 v1.1.

### Merlin 1C Vacuum

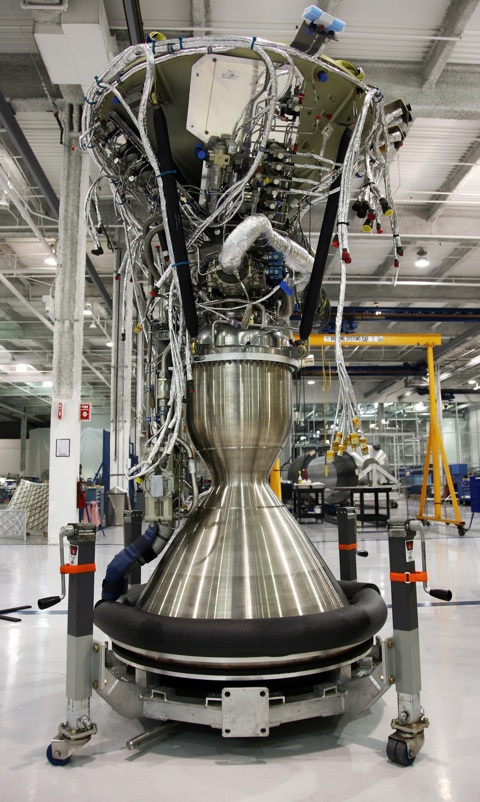
Un Merlin 1C Vacuum senza l'ugello

Nel marzo 2009 un comunicato SpaceX annunciò i test avvenuti con successo della versione Vacuum (Vuoto) del Merlin 1C, praticamente una versione del motore ottimizzata per il vuoto, con ugello significativamente più ampio per massimizzare l'espansione dei gas nel vuoto. La camera di combustione è raffreddata grazie al raffreddamento rigenerativo, mentre l'ugello, lungo quasi tre metri e costruito con una lega a base di niobio, sfrutta il calore radiante. Il motore sviluppa una spinta nel vuoto di 411 kN ed ha un ISP di 342 s. Il primo motore prodotto fu sottoposto a un test di accensione completa, della stessa durata di una normale missione (329 s), integrato a un secondo stadio di un Falcon 9 il 2 gennaio 2010 mentre ha volato per la prima volta sul volo inaugurale del Falcon 9 v1.0 il 4 giugno 2010. A piena potenza questo era il motore più efficiente prodotto negli Stati Uniti che utilizza come combustibile l'RP-1 è stato superato solo dalla versione 1D Vacuum del motore.
Un test non programmato di un motore fu fatto nel dicembre 2010, poco prima del secondo volo del Falcon 9 furono scoperte due crepe sull'ugello del motore del secondo stadio. La soluzione adottata dagli ingegneri fu di tagliare via il metro inferiore dell'ugello, poiché la performance extra non sarebbe stata necessaria per la missione. Anche con l'ugello accorciato il secondo stadio piazzò il carico ad un'altezza di 300 km.

### Merlin 1D
Il Merlin 1D è stato in sviluppo fino al 2012, ed è stato originariamente (nell'aprile 2011) progettato per fornire una spinta a livello del mare di 850 kN. Durante la conferenza AIAA Propulsion Conference (un evento dell'American Institute of Aeronautics and Astronautics) del 2011 Tom Mueller della SpaceX ha rivelato che il motore avrebbe avuto una spinta nel vuoto di 690 kN, un vacuum specific impulse (Isp) di 310 s e un rapporto di espansione di 16, invece che di 14.5 come nel Merlin 1C. Una nuova caratteristica di questo motore sarà la capacità di accelerare dal 100% al 70%; in questo modo si potrà regolare la spinta semplicemente diminuendo la potenza dei motori, invece di spegnerli. Le ultime versioni del motore erano in grado di diminuire la spinta fino al 40%.
Gli obiettivi raggiunti dal progetto furono un'aumentata affidabilità (è stata aumentata la resistenza alla fatica e la resistenza termica della camera di combustione e dell'ugello), migliori performance (spinta di 620 kN e un impulso specifico di 310 s), e una procedura di produzione più semplice (un numero inferiore di componenti e un tempo di assemblaggio minore).
Quando sono state completate le procedure di qualifica nel giugno 2012, la SpaceX ha annunciato che il motore ha completato con successo un'accensione di prova della durata di una normale missione, 185 secondi, producendo una spinta di 650 kN e confermando il rapporto peso/potenza di 150. Nel novembre del 2012 la sezione dedicata al Merlin sulla pagina del Falcon 9 affermava che il motore aveva una spinta di 650 kN al lancio e di 720 kN nel vuoto, mentre l'impulso specifico sarebbe rispettivamente di 282 s e 311 s, il motore avrebbe così il più alto impulso specifico mai raggiunto da un motore con un ciclo a generatore di gas alimentato con cherosene. Il 20 marzo 2013 la SpaceX ha annunciato che il Merlin 1D ha raggiunto la certificazione al volo. Nel giugno 2013 il primo Falcon 9 v1.1 a usare la versione 1D ha completato i test.
Il primo volo dei Merlin 1D è avvenuto a bordo del lancio del satellite CASSIOPE per conto per l'agenzia spaziale canadese. Il CASSIOPE, un satellite di 360 kg adibito a ricerche meteorologiche e comunicazioni, è stato lanciato in un'orbita quasi polare bassa. Il secondo volo fu il lancio del satellite SES-8 in un'orbita di trasferimento geostazionaria.
Il 24 novembre 2013, durante una teleconferenza di SpaceX e SES sul lancio di SES-8, Elon Musk ha annunciato che il motore stava operando all'85% del suo potenziale, è stato anche anticipato che la spinta al lancio sarebbe stata aumentata a 730 kN. Nel giugno 2015 Tom Muller ha scritto su Quora che il Merlin 1D ha un peso di 470 kg, attuatori inclusi, una spinta nel vuoto di 723 kN, aumentata in seguito a 825 kN senza aumentarne il peso. Questi dati danno un TWR di 158 per la prima versione e di 180 per la seconda. La seconda versione, rinominata 1D+ è correntemente utilizzata a bordo del Falcon 9 Full Thrust, insieme ad altri miglioramenti. Il primo lancio del Melrin 1D+ è stato durante la ventesima missione del Falcon 9, portando in orbita 11 satelliti Orbcomm.
Nel maggio 2016 la SpaceX ha annunciato piani per migliorare ulteriormente la spinta del motore a 914 kN nel vuoto e 845 kN al lancio; secondo SpaceX la spinta migliorata ha portato il carico utile del Falcon 9 verso la LEO a 22 tonnellate, senza il recupero del primo stadio.

### Merlin 1D Vacuum
Si tratta di una versione del motore 1D adattata per operare nel vuoto, da utilizzare sul secondo stadio del Falcon 9 v1.1 e del Falcon Heavy.
Alla fine del 2012, Elon Musk ha mostrato un'immagine del Merlin 1D Vacuum in funzione nella piattaforma di prova, commentando: "Il test del nostro motore più avanzato, il Merlin 1D Vacuum, mentre produce 80 tonnellate di spinta". Secondo la SpaceX la spinta di questa versione è pari a 934 kN e l'impulso specifico è di 348 secondi. Il miglioramento dell'impulso specifico è dovuto al maggior rapporto di espansione dell'ugello, di 165 a 1, grazie a un'espansione aggiunta ad esso. Il motore può diminuire la propria spinta fino al 39%, ovvero a 360 kN.

## Prestazioni
| Versione                                                                                     | Versione                              | 1A      | 1C       | 1C Vac   | 1D         | 1D Vac     | 1D+     | 1D+ Vac |
| -------------------------------------------------------------------------------------------- | ------------------------------------- | ------- | -------- | -------- | ---------- | ---------- | ------- | ------- |
| Spinta                                                                                       | Al lancio                             | 342 kN  | 420 kN   | n/a      | 645 kN     | n/a        | 845 kN  | n/a     |
| Spinta                                                                                       | Vuoto                                 | 408 kN  | 480 kN   | 445 kN   | 716 kN     | 801 kN     | 914 kN  | 934 kN  |
| Impulso Specifico                                                                            | Al lancio                             | 255 s   | 275 s    | n/a      | 282 s      | n/a        | 282 s   | n/a     |
| Impulso Specifico                                                                            | Vuoto                                 | 304 s   | 304 s    | 342 s    | 311 s      | 340 s      | 314 s   | 348 s   |
| Tempo di accensione                                                                          | Tempo di accensione                   | 169 s   | 170 s    | 345 s    | 180 s      | 372 s      | 162 s   | 397 s   |
| Peso                                                                                         | Peso                                  | 760 kg  | 630 kg   | 630 kg   | 450/490 kg | 450/490 kg | 470 kg  | 490 kg  |
| Diametro                                                                                     | Diametro                              | 1,25 m  | 1,25 m   | 1,25 m   | 1,25 m     | 1,25 m     | 1,25 m  | 1,25 m  |
| Regolazione potenza                                                                          | Regolazione potenza                   | nessuna | nessuna  | 60-100%  | 40-100%    | 39-100%    | 55-100% | 39-100% |
| Pressione nella camera di combustione                                                        | Pressione nella camera di combustione |         | 6,77 MPa | 6,77 MPa | 9,7 MPa    | 9,7 MPa    | >10 MPa | 9,7 MPa |
| Il Merlin 1B non ha mai volato, per tanto non esistono dati sulle sue prestazioni effettive. |                                       |         |          |          |            |            |         |         |

## Sviluppi futuri
Sono in corso altri programmi di sviluppo di nuovi motori presso la SpaceX. Tra i prototipi ci sono un motore a idrogeno liquido in aggiunta alla corrente famiglia Merlin alimentata con RP-1 attualmente in produzione. Tuttavia nel 2012 Elon Musk, CEO di SpaceX ha comunicato la nuova direzione dell'azienda: sviluppare un motore alimentato da una miscela di metano e ossigeno liquido, che porterebbe vantaggi economici e un miglioramento dell'impulso specifico rispetto al cherosene, senza soffrire dei difetti dell'idrogeno liquido.

### Merlin 2
Alla conferenza AIAA JPC del 30 luglio 2010 il direttore del centro sperimentale di McGregor, Tom Markusic, condivise alcune informazioni riguardo alle fasi iniziali del progetto della SpaceX del motore Merlin 2 alimentato a LOX/RP-1 con il ciclo a generatore di gas, capace di produrre 7600 kN di spinta al livello del mare e 8500 kN nel vuoto, per essere impiegato in un ipotetico lanciatore pesante. Se questo motore fosse prodotto, produrrebbe più spinta di un F-1, impiegato per lanciare il razzo Saturn V.
Markusic indicò che il Merlin 2 sarebbe potuto essere qualificato al volo in tre anni per 1 miliardo di dollari. A metà agosto, Elon Musk ha chiarito che, mentre l'architettura del motore Merlin 2 è stato un elemento chiave per l'obbiettivo dell'azienda di produrre un lanciatore pesante, le potenziali configurazioni proposte da Markusic non fossero altro che una serie di "idee per una discussione".
In seguito all'annuncio originale non è stato reso noto alcun aggiornamento sul Merlin 2. Alla conferenza JPC del 2011, Elon Musk ha affermato che la SpaceX stava lavorando verso un motore a ciclo a combustione stadiata. Nell'ottobre 2012 l'azienda ha pubblicamente annunciato un progetto per un motore molto più potente del Merlin 1, e che non userebbe l'RP-1 come propellente. Il nuovo motore era progettato per essere impiegato su un nuovo razzo di SpaceX, in grado di lanciare dalle 150 alle 200 tonnellate in orbita bassa.

### Raptor
Il Raptor è un progetto di motore a razzo, attualmente in fase di progettazione, ad alte prestazioni per il nuovo lanciatore attualmente in fase di sviluppo Starship. Questo motore sarebbe spinto da metano e ossigeno liquidi, invece che da cherosene RP-1 e ossigeno liquido. Il vantaggio in termini di spinta che comporterebbe l'utilizzo di questi propellenti permetterà di trasportare più massa in orbita ad ogni lancio. Inoltre nell'ottica di future missioni marziane permetterebbe di poter produrre il carburante per il ritorno in loco una volta arrivati in quanto il sottosuolo marziano è ricco di metano.